# 王功新
王功新（1960年—），中國藝術家。

## 生平
王功新1960年出生于中国北京，1982年毕业于首都师范大学，1982-1987年任教于首都师范大学。1987-1988年擔任纽约州立大学科特兰学院访问学者，並获得硕士学位。1988-1995年在美国生活和工作。2003-2009年，返國擔任中央美术学院客座教授，现居北京。
王功新自20世纪90年代开始，致力于录像艺术的探索和研究，是中国第一位完全以数码编辑创作录像作品的艺术家。他强调技术的作用，尝试在作品中跨越文化、经济、历史的边界。他也是第一届艺术与设计大奖赛候选人。